# Anne Vernon
Anne Vernon (n. 9 ianuarie 1924, Saint-Denis⁠(d), Seine, Franța) este o fostă actriță de film și televiziune franceză, care a apărut în 40 de filme între 1948 și 1970, inclusiv trei filme care au fost înscrise în competiția principală de la Festivalul Internațional de Film de la Cannes.

## Filmografie
- The Murdered Model (1948)
- Warning to Wantons (1949)
- Thus Finishes the Night (1949)
- Shakedown (1950)
- Pact with the Devil (1950)
- A Tale of Five Cities (1951)
- Rue des Saussaies (1951)
- Edward and Caroline (1951)
- The Mistress of Treves (1952)
- Song of Paris (1952)
- Massacre in Lace (1952)
- Time Bomb (1953)
- Rue de l'Estrapade (1953)
- Jeunes Maries (1953)
- The Love Lottery (1954)
- Das Fräulein von Scuderi (1955)
- Beautiful but Dangerous (1955)
- Bel Ami (1955)
- The Affair of the Poisons (1955)
- Suspicion (1956)
- The Width of the Pavement (1956)
- Ce Soir les Jupons Volent (1956)
- Fric Frac en Detelles (aka Robbery in Old Lace)
- The Suspects (1957)
- Les Lavandières du Portugal (1957)
- Count Max (1957)
- Federal Police (1958)
- La Joconde: histoire d'une obsession (1958) (scurtmetraj)
- 1959 Generalul della Rovere (General della Rovere), regia Roberto Rossellini
- 1959 El Casco Blanco
- 1961 Laura Nuda
- 1962 Reves d'amour (aka Dreams of Love) (film TV)
- 1962 Arsene Lupin contre Arsene Lupin (aka Arsene Lupin vs Sherlock Holmes)
- 1962 Le Tartuffe (film TV)
- 1963 Dernier Amour (film TV)
- 1964 Umbrelele din Cherbourg (The Umbrellas of Cherbourg),  regia Jacques Demy
- Friend of the Family (aka Patate) (1964)
- Bonjour Tristesse (1965) (film TV)
- Illusions Perdues (aka Lost Illusions) (1965) (serial TV)
- Trap for the Assassin (1966)
- L'Homme de Mykonos (aka Man from Mykonos) (1966)
- 1966 Surcouf tigrul celor șapte mări (Surcouf, l'eroe dei sette mari), regia Sergio Bergonzelli și Roy Rowland
- The Thief (1967) (scene șterse în versiunea finală)
- Malican peres et fils (1967) (serial TV)
- The Woman is a Stranger (1968)
- Therese and Isabelle (1968)
- Au Theatre ce Soir (1969) (serial TV)
- Le Cyborg ou Le Voyage Vertical (1970) (film TV)
- Mauregard (1970) (serial TV)
- Les Dernieres volontes de Richard Lagrange (1972) (serial TV)
- Pont Dormant (1972) (serial TV)